# Гряди (Березинський район)
Гряди (біл. вёска Гряды) — село в складі Березинського району Мінської області, Білорусь. Село підпорядковане Ушанській сільській раді, розташоване в східній частині області.